# Disney's Extreme Skate Adventure
Disney's Extreme Skate Adventure (En español Aventura de patinaje extremo de Disney) es un videojuego de deportes desarrollado por Toys for Bob y publicado por Activision para PlayStation 2, Xbox, GameCube, La versión de Game Boy Advance fue adaptada por Vicarious Visions. El juego utiliza el mismo motor de juego que Tony Hawk Pro Skater 4 hecho por Neversoft y cuenta con personajes de  sagas de Disney y Pixar como El Rey León, Toy Story y Tarzán.

## Jugabilidad
Los jugadores patinan en cada nivel realizando varios trucos, ya sea utilizando a los personajes de Disney o a los de Pixar, o con un patinador humano creado. Hay tres modos principales: Aventura, Patinaje libre y Versus. En el modo Aventura, los patinadores autóctonos de su propio mundo compiten en desafíos de patinaje. Están restringidos a sus mundos. El patinador humano puede entrar y salir de cualquier mundo. En el juego libre, el patinador puede patinar en cualquier mundo al que sea autóctono, pero no competir en los desafíos. El patinador humano puede seguir patinando en cualquier mundo. Dos jugadores pueden jugar con cualquier patinador en cualquier mundo y competir en una serie de juegos de patinaje.

## Recepción
Disney's Extreme Skate Adventure recibió críticas "generalmente positivas", según la página de reseñas y críticas Metacritic.